# Оксфорд (Новая Шотландия)
Оксфорд — город в округе Камберленд, Новая Шотландия, Канада. Расположен в 32 км к востоку от Амхерста. Через город проходят шоссе 104, 204, 301 и 321. Несмотря на свои небольшие размеры и население, Оксфорд является крупнейшим в мире местом переработки и распространения быстрозамороженной дикой черники.

## История
Оксфорд был основан в 1791 году поселенцем Ричардом Томпсоном. Название «Оксфорд» («воловий брод») происходит не от британского Оксфорда, а от мелкой речки, которая использовалась для входа в город. Ранние поселенцы использовали волов, чтобы переправиться через реку, и отсюда же произошло название города.

## География
Оксфорд расположен на слиянии трёх рек, крупнейшей из которых является река Филип. Большая часть города находится в пойме, и весной часто случаются наводнения. Солёное озеро расположено между дорогой Блэк-Ривер и Трансканадским шоссе. Череда болот и лугов соединяет это озеро с рекой Филип.

## Демография
Согласно переписи населения 2016 года, проведенной Статистическим управлением Канады, в городе Оксфорд было зарегистрировано 1190 человек, проживающих в 528 из 597 частных жилищ, что на 3,4% выше, чем население 2011 года (1151 человек).

## Промышленность
Оксфорд считается столицей дикой черники Канады благодаря своему нахождению в местах, где ягода растёт в изобилии. Oxford Frozen Foods Ltd., переработчик дикой черники, является крупнейшим работодателем в городе, перерабатывая до трех миллионов фунтов ягод в день в пик сезона. Завод и более 12 000 акров плантаций черники принадлежат местному бизнесмену Джону Брэггу, который в 2014 году приобрёл дополнительно 15 700 акров в акадском регионе на севере Нью-Брансуика.
Исторически в городе также существует динамично развивающаяся обрабатывающая промышленность: шерстяная фабрика и литейный цех, которые также были крупными местными работодателями.